# Danh sách xoáy thuận nhiệt đới mạnh nhất

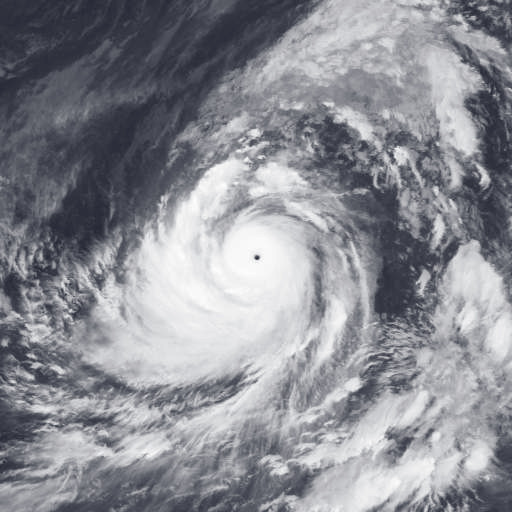
Hình ảnh vệ tinh của cơn bão Tip, tại nơi có áp suất khí quyển thấp nhất đo được trong một xoáy thuận nhiệt đới, ở 870 hPa

Đây là danh sách xoáy thuận nhiệt đới mạnh nhất. Gió thường được sử dụng để đo cường độ vì chúng thường gây ra các tác động đáng chú ý trên các khu vực rộng lớn và các quy mô xoáy thuận nhiệt đới phổ biến nhất được tổ chức xung quanh tốc độ gió ổn định. Tuy nhiên, sự khác nhau về chu kỳ trung bình của gió ở các lưu vực khác nhau làm cho việc so sánh giữa các vùng trở nên khó khăn. Ngoài ra, các tác động khác như lượng mưa, triều cường, diện tích bị ảnh hưởng bởi gió và lốc xoáy có thể thay đổi đáng kể trong các cơn bão có tốc độ gió tương tự. Áp suất thường được sử dụng để so sánh các xoáy thuận nhiệt đới vì phép đo dễ dàng hơn và sử dụng phương pháp nhất quán. Các xoáy thuận nhiệt đới có thể đạt được một số áp suất thấp nhất trên các khu vực rộng lớn trên Trái đất. Tuy nhiên, mặc dù có mối liên hệ chặt chẽ giữa áp suất giảm và tốc độ gió cao hơn, nhưng các cơn bão có áp suất thấp nhất có thể không có tốc độ gió cao nhất, vì mối quan hệ của mỗi cơn bão giữa gió và áp suất hơi khác nhau.
Trong các hồ sơ đáng tin cậy và gần đây nhất, hầu hết các xoáy thuận nhiệt đới đạt áp suất 900  hPa (mbar) (26,56  inHg) trở xuống thường xảy ra ở Tây Bắc Thái Bình Dương. Xoáy thuận nhiệt đới mạnh nhất được ghi nhận trên toàn thế giới, được đo bằng áp suất trung tâm tối thiểu, là bão Tip, đạt áp suất 870 hPa (25,69 inHg) vào ngày 12 tháng 10 năm 1979. Danh sách sau đây được chia nhỏ theo các lưu vực. Dữ liệu được liệt kê do Trung tâm Khí tượng Chuyên ngành Khu vực chính thức cung cấp, trừ khi có ghi chú khác. Vào ngày 23 tháng 10 năm 2015, cơn bão Patricia đạt được sức gió duy trì trong 1 phút mạnh nhất được ghi nhận ở tốc độ 215 dặm / giờ (345 km / h).

## Bắc Đại Tây Dương
Cơn bão dữ dội nhất ở Bắc Đại Tây Dương tính theo áp suất thấp nhất là Bão Wilma.  Cơn bão mạnh nhất với sức gió duy trì trong 1 phút là Bão Allen.Cơn bão mạnh nhất gần đây là Bão Milton.
Các cơn bão đạt đến áp suất trung tâm tối thiểu là 920 hectopascal (27,17 inHg) trở xuống được liệt kê. Thông tin cơn bão đã được biên soạn lại năm 1851, mặc dù các phép đo lường là hiếm hơn cho đến khi máy bay trinh sát bắt đầu hoạt động vào những năm 1940, và ước tính không chính xác vẫn còn chiếm ưu thế cho đến khi Máy do thám đã được thực hiện vào những năm 1970.
| Bão                                                                                   | Mùa bão | Phân loại đỉnh       | Sức gió tối đa (duy trì một phút) | Áp suất              |
| ------------------------------------------------------------------------------------- | ------- | -------------------- | --------------------------------- | -------------------- |
| "Cuba"                                                                                | 1924    | Cấp độ 5 bão lớn     | 270 km/giờ (165 dặm/giờ)          | 910 hPa (26,87 inHg) |
| "Cuba"                                                                                | 1932    | Cấp độ 5 bão lớn     | 280 km/giờ (175 dặm/giờ)          | 915 hPa (27,02 inHg) |
| "Labor Day"                                                                           | 1935    | Cấp độ 5 bão lớn     | 295 km/giờ (185 dặm/giờ)          | 892 hPa (26,34 inHg) |
| Janet                                                                                 | 1955    | Cấp độ 5 bão lớn     | 280 km/giờ (175 dặm/giờ)          | 914 hPa (26,99 inHg) |
| Esther                                                                                | 1961    | Cấp độ 5 bão lớn     | 260 km/giờ (160 dặm/giờ)          | 919 hPa (27,14 inHg) |
| Hattie                                                                                | 1961    | Cấp độ 5 bão lớn     | 260 km/giờ (160 dặm/giờ)          | 914 hPa (26,99 inHg) |
| Camille                                                                               | 1969    | Cấp độ 5 bão lớn     | 280 km/giờ (175 dặm/giờ)          | 900 hPa (26,58 inHg) |
| Allen                                                                                 | 1980    | Cấp độ 5 bão lớn     | 305 km/giờ (190 dặm/giờ)          | 899 hPa (26,55 inHg) |
| Gloria                                                                                | 1985    | Cấp độ 4 bão lớn     | 230 km/giờ (145 dặm/giờ)          | 919 hPa (27,14 inHg) |
| Gilbert                                                                               | 1988    | Cấp độ 5 bão lớn     | 295 km/giờ (185 dặm/giờ)          | 888 hPa (26,22 inHg) |
| Hugo                                                                                  | 1989    | Cấp độ 5 bão lớn     | 260 km/giờ (160 dặm/giờ)          | 918 hPa (27,11 inHg) |
| Andrew                                                                                | 1992    | Cấp độ 5 bão lớn     | 280 km/giờ (175 dặm/giờ)          | 922 hPa (27,23 inHg) |
| Opal                                                                                  | 1995    | Cấp độ 4 bão lớn     | 240 km/giờ (150 dặm/giờ)          | 916 hPa (27,05 inHg) |
| Mitch                                                                                 | 1998    | Cấp độ 5 bão lớn     | 285 km/giờ (180 dặm/giờ)          | 905 hPa (26,72 inHg) |
| Isabel                                                                                | 2003    | Cấp độ 5 bão lớn     | 270 km/giờ (165 dặm/giờ)          | 915 hPa (27,02 inHg) |
| Ivan                                                                                  | 2004    | Cấp độ 5 bão lớn     | 270 km/giờ (165 dặm/giờ)          | 910 hPa (26,87 inHg) |
| Katrina                                                                               | 2005    | Cấp độ 5 bão lớn     | 280 km/giờ (175 dặm/giờ)          | 902 hPa (26,64 inHg) |
| Rita                                                                                  | 2005    | Cấp độ 5 bão lớn     | 285 km/giờ (180 dặm/giờ)          | 895 hPa (26,43 inHg) |
| Wilma                                                                                 | 2005    | Cấp độ 5 bão lớn     | 295 km/giờ (185 dặm/giờ)          | 882 hPa (26,05 inHg) |
| Dean                                                                                  | 2007    | Cấp độ 5 bão lớn     | 280 km/giờ (175 dặm/giờ)          | 905 hPa (26,72 inHg) |
| Felix                                                                                 | 2007    | Cấp độ 5 bão lớn     | 280 km/giờ (175 dặm/giờ)          | 925 hPa (27,32 inHg) |
| Irma                                                                                  | 2017    | Category 5 hurricane | 285 km/giờ (180 dặm/giờ)          | 914 hPa (26,99 inHg) |
| Maria                                                                                 | 2017    | Cấp độ 5 bão lớn     | 280 km/giờ (175 dặm/giờ)          | 908 hPa (26,81 inHg) |
| Michael                                                                               | 2018    | Cấp độ 5 bão lớn     | 260 km/giờ (160 dặm/giờ)          | 919 hPa (27,14 inHg) |
| Dorian                                                                                | 2019    | Cấp độ 5 bão lớn     | 295 km/giờ (185 dặm/giờ)          | 910 hPa (26,87 inHg) |
| Iota                                                                                  | 2020    | Cấp độ 4 bão lớn     | 250 km/giờ (155 dặm/giờ)          | 917 hPa (27,08 inHg) |
| Franklin                                                                              | 2023    | Cấp độ 4 bão lớn     | 240 km/giờ (150 dặm/giờ)          | 926 hPa (27,34 inHg) |
| Lee                                                                                   | 2023    | Cấp độ 5 bão lớn     | 270 km/giờ (165 dặm/giờ)          | 926 hPa (27,34 inHg) |
| Krik                                                                                  | 2024    | Cấp độ 4 bão lớn     | 240 km/giờ (150 dặm/giờ)          | 926 hPa (27,34 inHg) |
| Milton                                                                                | 2024    | Cấp độ 5 bão lớn     | 285 km/giờ (180 dặm/giờ)          | 895 hPa (26,43 inHg) |
| Nguồn: Hồ sơ theo dõi chuẩn xác nhất về các cơn bão Đại Tây Dương giai đoạn 1851–2024 |         |                      |                                   |                      |

Xem Danh sách Bão Đại Tây Dương Cấp 5 để biết thêm thông tin về các cơn bão mạnh trong lưu vực Đại Tây Dương.
Xem các áp suất ngoại nhiệt đới đáng chú ý trên Bắc Đại Tây Dương để biết các giá trị áp suất thấp ngoại nhiệt đới cường độ cao trên Bắc Đại Tây Dương.

## Đông Bắc Thái Bình Dương
Cơn bão dữ dội nhất ở Đông Thái Bình Dương và Tây Bán Cầu bởi cả gió mạnh và áp suất trung tâm là bão Patricia.  Sức gió duy trì của nó là 345 km / h (215 dặm / giờ) cũng là mức cao nhất được ghi nhận trên toàn cầu.
Các cơn bão có áp suất trung tâm tối thiểu là 925 hPa (27,32 inHg) trở xuống được liệt kê.  Trước năm 1949, thông tin về bão ít được ghi chép và ghi chép lại một cách đáng tin cậy, và hầu hết các cơn bão kể từ đó chỉ được ước tính vì các vụ đổ bộ (và do thám liên quan) ít phổ biến hơn trong lưu vực này.
| Bão                                                                                              | Mùa bão | Phân loại đỉnh   | Sức gió tối đa (duy trì một phút) | Áp suất              |
| ------------------------------------------------------------------------------------------------ | ------- | ---------------- | --------------------------------- | -------------------- |
| Ava                                                                                              | 1973    | Cấp độ 5 bão lớn | 260 km/giờ (160 dặm/giờ)          | 915 hPa (27,02 inHg) |
| Gilma                                                                                            | 1994    | Cấp độ 5 bão lớn | 260 km/giờ (160 dặm/giờ)          | 920 hPa (27,17 inHg) |
| Guillermo                                                                                        | 1997    | Cấp độ 5 bão lớn | 260 km/giờ (160 dặm/giờ)          | 919 hPa (27,14 inHg) |
| Linda                                                                                            | 1997    | Cấp độ 5 bão lớn | 295 km/giờ (185 dặm/giờ)          | 902 hPa (26,64 inHg) |
| Elida                                                                                            | 2002    | Cấp độ 5 bão lớn | 260 km/giờ (160 dặm/giờ)          | 921 hPa (27,20 inHg) |
| Hernan                                                                                           | 2002    | Cấp độ 5 bão lớn | 260 km/giờ (160 dặm/giờ)          | 921 hPa (27,20 inHg) |
| Kenna                                                                                            | 2002    | Cấp độ 5 bão lớn | 270 km/giờ (165 dặm/giờ)          | 913 hPa (26,96 inHg) |
| Ioke                                                                                             | 2006    | Cấp độ 5 bão lớn | 260 km/giờ (160 dặm/giờ)          | 915 hPa (27,02 inHg) |
| Rick                                                                                             | 2009    | Cấp độ 5 bão lớn | 285 km/giờ (180 dặm/giờ)          | 906 hPa (26,75 inHg) |
| Celia                                                                                            | 2010    | Cấp độ 5 bão lớn | 260 km/giờ (160 dặm/giờ)          | 921 hPa (27,20 inHg) |
| Marie                                                                                            | 2014    | Cấp độ 5 bão lớn | 260 km/giờ (160 dặm/giờ)          | 918 hPa (27,11 inHg) |
| Odile                                                                                            | 2014    | Cấp độ 4 bão lớn | 220 km/giờ (140 dặm/giờ)          | 918 hPa (27,11 inHg) |
| Patricia                                                                                         | 2015    | Cấp độ 5 bão lớn | 345 km/giờ (215 dặm/giờ)          | 872 hPa (25,75 inHg) |
| Walaka                                                                                           | 2018    | Cấp độ 5 bão lớn | 260 km/giờ (160 dặm/giờ)          | 921 hPa (27,20 inHg) |
| Willa                                                                                            | 2018    | Cấp độ 5 bão lớn | 260 km/giờ (160 dặm/giờ)          | 925 hPa (27,32 inHg) |
| Otis                                                                                             | 2023    | Cấp độ 5 bão lớn | 270 km/giờ (165 dặm/giờ)          | 922 hPa (27,23 inHg) |
| Nguồn: Hồ sơ theo dõi chuẩn xác nhất về các cơn bão Đông Bắc Thái Bình Dương giai đoạn 1851–2024 |         |                  |                                   |                      |

Xem Bão cấp 5 ở Thái Bình Dương để biết danh sách đầy đủ các cơn bão cấp 5 trong lưu vực này.

## Tây Bắc Thái Bình Dương
Cơn bão có cường độ mạnh nhất bởi áp suất thấp nhất và sức gió duy trì đỉnh điểm trong 10 phút là Bão Tip, nó cũng là xoáy thuận nhiệt đới có cường độ mạnh nhất từng được ghi nhận về áp suất trung tâm thấp nhất.
Bão có áp suất tối thiểu 900 hPa (26,58 inHg) trở xuống được liệt kê. Thông tin tài liệu về cơn bão trước những năm 1950 ít được ghi chép lại một cách đáng tin cậy.
| Bão | Mùa bão | Phân loại đỉnh       | Sức gió tối đa (duy trì 10 phút) | Áp suất              |
| --- | ------- | -------------------- | -------------------------------- | -------------------- |
| Không tên                                                                                              | 1927    | Không rõ             | Không được chỉ định              | 887 hPa (26,19 inHg) |
| Allyn                                                                                                  | 1949    | Bão cuồng phong      | Không được chỉ định              | 884 hPa (26,10 inHg) |
| Clara                                                                                                  | 1950    | Bão cuồng phong      | Không rõ                         | 899 hPa (26,55 inHg) |
| Marge                                                                                                  | 1951    | Bão cuồng phong      | Không rõ                         | 886 hPa (26,16 inHg) |
| Nina                                                                                                   | 1953    | Bão cuồng phong      | Không rõ                         | 885 hPa (26,13 inHg) |
| Tess                                                                                                   | 1953    | Bão cuồng phong      | Không rõ                         | 900 hPa (26,58 inHg) |
| Ida | 1954    | Bão cuồng phong      | Không rõ                         | 890 hPa (26,28 inHg) |
| Pamela                                                                                                 | 1954    | Bão cuồng phong      | Không rõ                         | 900 hPa (26,58 inHg) |
| Virginia                                                                                               | 1957    | Bão cuồng phong      | Không rõ                         | 900 hPa (26,58 inHg) |
| Lola                                                                                                   | 1957    | Bão cuồng phong      | Không rõ                         | 900 hPa (26,58 inHg) |
| Ida | 1958    | Bão cuồng phong      | Không rõ                         | 877 hPa (25,90 inHg) |
| Vera                                                                                                   | 1959    | Bão cuồng phong      | Không rõ                         | 895 hPa (26,43 inHg) |
| Joan                                                                                                   | 1959    | Bão cuồng phong      | Không rõ                         | 885 hPa (26,13 inHg) |
| Nancy                                                                                                  | 1961    | Bão cuồng phong      | 345 km/h (215 dặm/giờ            | 882 hPa (26,05 inHg) |
| Violet                                                                                                 | 1961    | Bão cuồng phong      | Không rõ                         | 895 hPa (26,43 inHg) |
| Opal                                                                                                   | 1962    | Bão cuồng phong      | Không rõ                         | 900 hPa (26,58 inHg) |
| Emma                                                                                                   | 1962    | Bão cuồng phong      | Không rõ                         | 890 hPa (26,28 inHg) |
| Karen                                                                                                  | 1962    | Bão cuồng phong      | Không rõ                         | 894 hPa (26,40 inHg) |
| Sally                                                                                                  | 1964    | Bão cuồng phong      | Không rõ                         | 895 hPa (26,43 inHg) |
| Wilda                                                                                                  | 1964    | Bão cuồng phong      | Không rõ                         | 895 hPa (26,43 inHg) |
| Opal                                                                                                   | 1964    | Bão cuồng phong      | Không rõ                         | 900 hPa (26,58 inHg) |
| Bess                                                                                                   | 1965    | Bão cuồng phong      | Không rõ                         | 900 hPa (26,58 inHg) |
| Kit | 1966    | Bão cuồng phong      | Không rõ                         | 880 hPa (25,99 inHg) |
| Carla                                                                                                  | 1967    | Bão cuồng phong      | Không rõ                         | 900 hPa (26,58 inHg) |
| Agnes                                                                                                  | 1968    | Bão cuồng phong      | Không rõ                         | 900 hPa (26,58 inHg) |
| Elsie                                                                                                  | 1969    | Bão cuồng phong      | Không rõ                         | 895 hPa (26,43 inHg) |
| Viola                                                                                                  | 1969    | Bão cuồng phong      | Không rõ                         | 900 hPa (26,58 inHg) |
| Hope                                                                                                   | 1970    | Bão cuồng phong      | Không rõ                         | 900 hPa (26,58 inHg) |
| Amy | 1971    | Bão cuồng phong      | Không rõ                         | 890 hPa (26,28 inHg) |
| Nadine                                                                                                 | 1971    | Bão cuồng phong      | Không rõ                         | 900 hPa (26,58 inHg) |
| Irma                                                                                                   | 1971    | Bão cuồng phong      | Không rõ                         | 885 hPa (26,13 inHg) |
| Patsy                                                                                                  | 1973    | Bão cuồng phong      | Không rõ                         | 895 hPa (26,43 inHg) |
| Nora                                                                                                   | 1973    | Bão cuồng phong      | Không rõ                         | 875 hPa (25,84 inHg) |
| Nina                                                                                                   | 1975    | Bão cuồng phong      | Không rõ                         | 900 hPa (26,58 inHg) |
| Elsie                                                                                                  | 1975    | Bão cuồng phong      | Không rõ                         | 900 hPa (26,58 inHg) |
| June                                                                                                   | 1975    | Bão cuồng phong      | Không rõ                         | 875 hPa (25,84 inHg) |
| Louise                                                                                                 | 1976    | Bão cuồng phong      | Không rõ                         | 895 hPa (26,43 inHg) |
| Rita                                                                                                   | 1978    | Bão cuồng phong      | 220 km/giờ (140 dặm/giờ)         | 880 hPa (25,99 inHg) |
| Hope                                                                                                   | 1979    | Bão cuồng phong      | 205 km/giờ (125 dặm/giờ)         | 900 hPa (26,58 inHg) |
| Tip | 1979    | Bão cuồng phong      | 260 km/giờ (160 dặm/giờ)         | 870 hPa (25,69 inHg) |
| Wynne                                                                                                  | 1980    | Bão cuồng phong      | 220 km/giờ (140 dặm/giờ)         | 890 hPa (26,28 inHg) |
| Elsie                                                                                                  | 1981    | Bão cuồng phong      | 220 km/giờ (140 dặm/giờ)         | 895 hPa (26,43 inHg) |
| Bess                                                                                                   | 1982    | Bão cuồng phong      | 230 km/giờ (145 dặm/giờ)         | 900 hPa (26,58 inHg) |
| Mac | 1982    | Bão cuồng phong      | 220 km/giờ (140 dặm/giờ)         | 895 hPa (26,43 inHg) |
| Abby                                                                                                   | 1983    | Bão cuồng phong      | 220 km/giờ (140 dặm/giờ)         | 895 hPa (26,43 inHg) |
| Forrest                                                                                                | 1983    | Bão cuồng phong      | 205 km/giờ (125 dặm/giờ)         | 885 hPa (26,13 inHg) |
| Marge                                                                                                  | 1983    | Bão cuồng phong      | 205 km/giờ (125 dặm/giờ)         | 895 hPa (26,43 inHg) |
| Vanessa                                                                                                | 1984    | Bão cuồng phong      | 220 km/giờ (140 dặm/giờ)         | 880 hPa (25,99 inHg) |
| Dot | 1985    | Bão cuồng phong      | 220 km/giờ (140 dặm/giờ)         | 895 hPa (26,43 inHg) |
| Peggy                                                                                                  | 1986    | Bão cuồng phong      | 205 km/giờ (125 dặm/giờ)         | 900 hPa (26,58 inHg) |
| Betty                                                                                                  | 1987    | Bão cuồng phong      | 205 km/giờ (125 dặm/giờ)         | 890 hPa (26,28 inHg) |
| Holly                                                                                                  | 1987    | Bão cuồng phong      | 205 km/giờ (125 dặm/giờ)         | 900 hPa (26,58 inHg) |
| Flo | 1990    | Bão cuồng phong      | 220 km/giờ (140 dặm/giờ)         | 890 hPa (26,28 inHg) |
| Ruth                                                                                                   | 1991    | Bão cuồng phong      | 215 km/giờ (130 dặm/giờ)         | 895 hPa (26,43 inHg) |
| Yuri                                                                                                   | 1991    | Bão cuồng phong      | 220 km/giờ (140 dặm/giờ)         | 895 hPa (26,43 inHg) |
| Gay | 1992    | Bão cuồng phong      | 205 km/giờ (125 dặm/giờ)         | 900 hPa (26,58 inHg) |
| Zeb | 1998    | Bão cuồng phong      | 205 km/giờ (125 dặm/giờ)         | 900 hPa (26,58 inHg) |
| Megi                                                                                                   | 2010    | Bão cuồng phong      | 230 km/giờ (145 dặm/giờ)         | 885 hPa (26,13 inHg) |
| Sanba                                                                                                  | 2012    | Bão cuồng phong      | 205 km/giờ (125 dặm/giờ)         | 900 hPa (26,58 inHg) |
| Haiyan                                                                                                 | 2013    | Bão cuồng phong      | 230 km/giờ (145 dặm/giờ)         | 895 hPa (26,43 inHg) |
| Vongfong                                                                                               | 2014    | Siêu bão cuồng phong | 215 km/giờ (130 dặm/giờ)         | 900 hPa (26,58 inHg) |
| Soudelor                                                                                               | 2015    | Bão cuồng phong      | 215 km/giờ (130 dặm/giờ)         | 900 hPa (26,58 inHg) |
| Nepartak                                                                                               | 2016    | Bão cuồng phong      | 205 km/giờ (125 dặm/giờ)         | 900 hPa (26,58 inHg) |
| Meranti                                                                                                | 2016    | Bão cuồng phong      | 220 km/h(130 dặm/giờ)            | 890 hPa (26,28 inHg) |
| Haima                                                                                                  | 2016    | Bão cuồng phong      | 215 km/h(130 dặm/giờ)            | 900 hPa (26,58 inHg) |
| Yutu                                                                                                   | 2018    | Bão cuồng phong      | 215 km/h(130 dặm/giờ)            | 900 hPa (26,58 inHg) |
| Goni                                                                                                   | 2020    | Siêu bão cuồng phong | 220 km/h(140 dặm/giờ)            | 884 hPa (26,1 inHg)  |
| Surigae                                                                                                | 2021    | Siêu bão cuồng phong | 220 km/h(140 dặm/giờ)            | 895 hPa (26,43 inHg) |
| Mawar                                                                                                  | 2023    | Siêu bão cuồng phong | 215 km/h(130 dặm/giờ)            | 900 hPa (26,58 inHg) |
| Source: Hồ sơ theo dõi chuẩn xác nhất về các cơn bão Tây Bắc Thái Bình Dương giai đoạn 1951–2025 (JMA) |         |                      |                                  |                      |

## Bắc Ấn Độ Dương
Xoáy thuận nhiệt đới mạnh nhất ở Bắc Ấn Độ Dương bởi cả sức gió duy trì và áp suất trung tâm là bão xoáy năm 1999 ở Odisha, với sức gió duy trì trong 3 phút là 260 km / h (160 dặm / giờ) và áp suất tối thiểu là 912 hPa (26,93 inHg).
Những cơn bão có áp suất thấp hơn hoặc bằng 950 hPa được liệt kê. Dữ liệu của những cơn bão thời kỳ trước 1990 là chưa hoàn thiện.
| Bão                                                                                                  | Mùa bão | Phân loại đỉnh         | Sức gió tối đa (duy trì 3 phút) | Áp suất              | Refs  |
| --- | ------- | ---------------------- | ------------------------------- | -------------------- | ----- |
| Two                                                                                                  | 1963    | Bão xoáy cực kỳ dữ dội | 195 km/giờ (120 dặm/giờ)        | 947 hPa (27,96 inHg) |       |
| Three                                                                                                | 1963    | Siêu bão xoáy          | 240 km/giờ (150 dặm/giờ)        | 920 hPa (27,17 inHg) |       |
| Andhra Pradesh năm 1977                                                                              | 1977    | Siêu bão xoáy          | 230 km/giờ (145 dặm/giờ)        | 943 hPa (27,85 inHg) |       |
| Gay                                                                                                  | 1989    | Siêu bão xoáy          | 230 km/giờ (145 dặm/giờ)        | 930 hPa (27,46 inHg) |       |
| Andhra Pradesh năm 1990                                                                              | 1990    | Siêu bão xoáy          | 230 km/giờ (145 dặm/giờ)        | 920 hPa (27,17 inHg) |       |
| Bangladesh năm 1991                                                                                  | 1991    | Siêu bão xoáy          | 240 km/giờ (150 dặm/giờ)        | 918 hPa (27,11 inHg) |       |
| BOB 01 năm 1994                                                                                      | 1994    | Bão xoáy cực kỳ dữ dội | 215 km/giờ (135 dặm/giờ)        | 940 hPa (27,76 inHg) |       |
| Pakistan năm 1999                                                                                    | 1999    | Bão xoáy cực kỳ dữ dội | 195 km/giờ (120 dặm/giờ)        | 946 hPa (27,94 inHg) |       |
| "Paradip"                                                                                            | 1999    | Siêu bão xoáy          | 260 km/giờ (160 dặm/giờ)        | 912 hPa (26,93 inHg) |       |
| Ấn Độ năm 2001                                                                                       | 2001    | Bão xoáy cực kỳ dữ dội | 215 km/giờ (135 dặm/giờ)        | 932 hPa (27,52 inHg) |       |
| Gonu                                                                                                 | 2007    | Siêu bão xoáy          | 240 km/giờ (150 dặm/giờ)        | 920 hPa (27,17 inHg) |       |
| Sidr                                                                                                 | 2007    | Bão xoáy cực kỳ dữ dội | 215 km/giờ (135 dặm/giờ)        | 944 hPa (27,88 inHg) |       |
| Giri                                                                                                 | 2010    | Bão xoáy cực kỳ dữ dội | 195 km/giờ (120 dặm/giờ)        | 950 hPa (28,05 inHg) |       |
| Phailin                                                                                              | 2013    | Bão xoáy cực kỳ dữ dội | 215 km/giờ (130 dặm/giờ)        | 940 hPa (27,76 inHg) |       |
| Hudhud                                                                                               | 2014    | Bão xoáy cực kỳ dữ dội | 185 km/giờ (115 dặm/giờ)        | 950 hPa (28,05 inHg) |       |
| Nilofar                                                                                              | 2014    | Bão xoáy cực kỳ dữ dội | 205 km/giờ (125 dặm/giờ)        | 950 hPa (28,05 inHg) |       |
| Chapala                                                                                              | 2015    | Bão xoáy cực kỳ dữ dội | 215 km/h (130 mph)              | 940 hPa (27,76 inHg) | [ 6 ] |
| Fani                                                                                                 | 2019    | Bão xoáy cực kỳ dữ dội | 215 km/h (130 mph)              | 932 hPa (27,52 inHg) |       |
| Kyarr                                                                                                | 2019    | Siêu bão xoáy          | 240 km/h (150 mph)              | 922 hPa (27,23 inHg) |       |
| Amphan                                                                                               | 2020    | Siêu bão xoáy          | 240 km/h (150 mph)              | 920 hPa (27,17 inHg) |       |
| Tauktae                                                                                              | 2021    | Bão xoáy cực kỳ dữ dội | 185 km/h (115 mph)              | 950 hPa (28,05 inHg) |       |
| Nguồn: Hồ sơ theo dõi chuẩn xác nhất về các xoáy thuận nhiệt đới Bắc Ấn Độ Dương giai đoạn 1851–2024 |         |                        |                                 |                      |       |

## Tây Nam Ấn Độ Dương
Xoáy thuận nhiệt đới dữ dội nhất ở Tây Nam Ấn Độ Dương là Bão Gafilo.  Với tốc độ gió duy trì trong 10 phút, xoáy thuận nhiệt đới mạnh nhất ở Tây Nam Ấn Độ Dương là Bão Fantala.
Những cơn bão có áp suất thấp hơn hoặc bằng 920 hPa được liệt kê. Thông tin tài liệu về cơn bão trước những năm 1985 ít được ghi chép lại một cách đáng tin cậy
| Bão            | Mùa bão | Phân loại đỉnh               | Sức gió tối đa (duy trì 10 phút) | Áp suất              |        |
| -------------- | ------- | ---------------------------- | -------------------------------- | -------------------- | ------ |
| Chris-Damia    | 1981–82 | Bão lốc nhiệt đới dữ dội     | 215 km/giờ (130 dặm/giờ)         | 898 hPa (26,52 inHg) | [ 7 ]  |
| Geralda        | 1993–94 | Bão lốc nhiệt đới dữ dội     | 205 km/giờ (125 dặm/giờ)         | 905 hPa (26,72 inHg) | [ 8 ]  |
| Litanne        | 1993–94 | Bão lốc nhiệt đới dữ dội     | 195 km/giờ (120 dặm/giờ)         | 910 hPa (26,87 inHg) | [ 8 ]  |
| Marlene        | 1994–95 | Bão lốc nhiệt đới dữ dội     | 175 km/giờ (110 dặm/giờ)         | 920 hPa (27,17 inHg) | [ 9 ]  |
| Bonita         | 1995–96 | Bão lốc nhiệt đới dữ dội     | 175 km/giờ (110 dặm/giờ)         | 920 hPa (27,17 inHg) | [ 10 ] |
| Daniella       | 1996–97 | Bão lốc nhiệt đới dữ dội     | 195 km/giờ (120 dặm/giờ)         | 915 hPa (27,02 inHg) | [ 11 ] |
| Hudah          | 1999-00 | Bão lốc nhiệt đới rất dữ dội | 220 km/giờ (140 dặm/giờ)         | 905 hPa (26,72 inHg) | [ 12 ] |
| Dina           | 2001–02 | Bão lốc nhiệt đới dữ dội     | 215 km/giờ (135 dặm/giờ)         | 910 hPa (26,87 inHg) | [ 13 ] |
| Guillaume      | 2001–02 | Bão lốc nhiệt đới dữ dội     | 205 km/giờ (125 dặm/giờ)         | 920 hPa (27,17 inHg) | [ 13 ] |
| Hary           | 2001–02 | Bão lốc nhiệt đới rất dữ dội | 220 km/giờ (140 dặm/giờ)         | 905 hPa (26,72 inHg) | [ 13 ] |
| Kalunde        | 2002–03 | Bão lốc nhiệt đới dữ dội     | 215 km/giờ (130 dặm/giờ)         | 905 hPa (26,72 inHg) |        |
| Gafilo         | 2003–04 | Bão lốc nhiệt đới rất dữ dội | 230 km/giờ (145 dặm/giờ)         | 895 hPa (26,43 inHg) | [ 14 ] |
| Adeline-Juliet | 2004–05 | Bão lốc nhiệt đới rất dữ dội | 220 km/giờ (140 dặm/giờ)         | 905 hPa (26,72 inHg) | [ 15 ] |
| Bento          | 2004–05 | Bão lốc nhiệt đới dữ dội     | 215 km/giờ (135 dặm/giờ)         | 915 hPa (27,02 inHg) | [ 16 ] |
| Carina         | 2005–06 | Bão lốc nhiệt đới dữ dội     | 205 km/giờ (125 dặm/giờ)         | 915 hPa (27,02 inHg) | [ 17 ] |
| Hondo          | 2007–08 | Bão lốc nhiệt đới dữ dội     | 215 km/giờ (135 dặm/giờ)         | 906 hPa (26,75 inHg) | [ 18 ] |
| Edzani         | 2009–10 | Bão lốc nhiệt đới rất dữ dội | 220 km/giờ (140 dặm/giờ)         | 910 hPa (26,87 inHg) | [ 19 ] |
| Bruce          | 2013–14 | Bão lốc nhiệt đới rất dữ dội | 220 km/giờ (140 dặm/giờ)         | 920 hPa (27,17 inHg) |        |
| Hellen         | 2013–14 | Bão lốc nhiệt đới rất dữ dội | 230 km/giờ (145 dặm/giờ)         | 915 hPa (27,02 inHg) |        |
| Bansi          | 2014–15 | Bão lốc nhiệt đới rất dữ dội | 220 km/giờ (140 dặm/giờ)         | 910 hPa (26,87 inHg) |        |
| Eunice         | 2014–15 | Bão lốc nhiệt đới rất dữ dội | 230 km/giờ (145 dặm/giờ)         | 915 hPa (27,02 inHg) |        |
| Fantala        | 2015–16 | Bão lốc nhiệt đới rất dữ dội | 250 km/giờ (155 dặm/giờ)         | 910 hPa (26,87 inHg) |        |

## Khu vực Úc
Xoáy thuận nhiệt đới dữ dội nhất ở Khu vực Úc là Bão Gwenda và Bão Inigo. Với tốc độ gió duy trì trong 10 phút, mạnh nhất là Bão Orson, Bão Monica và Bão Marcus.
Những cơn bão có áp suất thấp hơn hoặc bằng 920 hPa được liệt kê. Thông tin tài liệu về cơn bão trước những năm 1985 ít được ghi chép lại một cách đáng tin cậy.
| Bão                                                                           | Mùa bão   | Phân loại đỉnh          | Sức gió tối đa (duy trì 10 phút) | Áp suất              |
| ----------------------------------------------------------------------------- | --------- | ----------------------- | -------------------------------- | -------------------- |
| Mahina                                                                        | 1899      | Cấp độ 5 bão lốc dữ dội | Unknown                          | 880 hPa (25,99 inHg) |
| Joan                                                                          | 1975–76   | Cấp độ 5 bão lốc dữ dội | 230 km/giờ (145 dặm/giờ)         | 915 hPa (27,02 inHg) |
| Amy                                                                           | 1979–80   | Cấp độ 5 bão lốc dữ dội | 230 km/giờ (145 dặm/giờ)         | 915 hPa (27,02 inHg) |
| Kathy                                                                         | 1983–84   | Cấp độ 5 bão lốc dữ dội | 205 km/giờ (125 dặm/giờ)         | 916 hPa (27,05 inHg) |
| Orson                                                                         | 1988–89   | Cấp độ 5 bão lốc dữ dội | 250 km/giờ (155 dặm/giờ)         | 904 hPa (26,70 inHg) |
| Graham                                                                        | 1991–92   | Cấp độ 5 bão lốc dữ dội | 205 km/giờ (120 dặm/giờ)         | 915 hPa (27,02 inHg) |
| Rewa                                                                          | 1993–94   | Cấp độ 5 bão lốc dữ dội | 205 km/giờ (125 dặm/giờ)         | 920 hPa (27,17 inHg) |
| Theodore                                                                      | 1993–94   | Cấp độ 5 bão lốc dữ dội | 205 km/giờ (125 dặm/giờ)         | 910 hPa (26,87 inHg) |
| Chloe                                                                         | 1994–95   | Cấp độ 5 bão lốc dữ dội | 220 km/giờ (140 dặm/giờ)         | 920 hPa (27,17 inHg) |
| Pancho-Helinda                                                                | 1996–97   | Cấp độ 5 bão lốc dữ dội | 215 km/giờ (135 dặm/giờ)         | 915 hPa (27,02 inHg) |
| Thelma                                                                        | 1998–99   | Cấp độ 5 bão lốc dữ dội | 220 km/giờ (140 dặm/giờ)         | 920 hPa (27,17 inHg) |
| Vance                                                                         | 1998–99   | Cấp độ 5 bão lốc dữ dội | 215 km/giờ (135 dặm/giờ)         | 910 hPa (26,87 inHg) |
| Frederic-Evrina                                                               | 1998–99   | Cấp độ 5 bão lốc dữ dội | 205 km/giờ (125 dặm/giờ)         | 920 hPa (27,17 inHg) |
| Gwenda                                                                        | 1998–99   | Cấp độ 5 bão lốc dữ dội | 230 km/giờ (145 dặm/giờ)         | 900 hPa (26,58 inHg) |
| John                                                                          | 1999–2000 | Cấp độ 5 bão lốc dữ dội | 205 km/giờ (130 dặm/giờ)         | 915 hPa (27,02 inHg) |
| Paul                                                                          | 1999–2000 | Cấp độ 5 bão lốc dữ dội | 205 km/giờ (130 dặm/giờ)         | 915 hPa (27,02 inHg) |
| Chris                                                                         | 2001–02   | Cấp độ 5 bão lốc dữ dội | 205 km/giờ (130 dặm/giờ)         | 915 hPa (27,02 inHg) |
| Inigo                                                                         | 2002–03   | Cấp độ 5 bão lốc dữ dội | 240 km/giờ (150 dặm/giờ)         | 900 hPa (26,58 inHg) |
| Fay                                                                           | 2003–04   | Cấp độ 5 bão lốc dữ dội | 215 km/giờ (130 dặm/giờ)         | 910 hPa (26,87 inHg) |
| Floyd                                                                         | 2005–06   | Cấp độ 4 bão lốc dữ dội | 195 km/giờ (120 dặm/giờ)         | 916 hPa (27,05 inHg) |
| Glenda                                                                        | 2005–06   | Cấp độ 5 bão lốc dữ dội | 205 km/giờ (125 dặm/giờ)         | 910 hPa (26,87 inHg) |
| Monica                                                                        | 2005–06   | Cấp độ 5 bão lốc dữ dội | 250 km/giờ (155 dặm/giờ)         | 916 hPa (27,05 inHg) |
| George                                                                        | 2006–07   | Cấp độ 5 bão lốc dữ dội | 205 km/giờ (125 dặm/giờ)         | 902 hPa (26,64 inHg) |
| Marcus                                                                        | 2017–18   | Cấp độ 5 bão lốc dữ dội | 250 km/dặm (155 dặm/giờ)         | 905 hPa (26,72 inHg) |
| Darian                                                                        | 2022-23   | Cấp độ 5 bão lốc dữ dội | 230 km/dặm (145 dặm/giờ)         | 913 hPa (26,96 inHg) |
| Ilsa                                                                          | 2022-23   | Cấp độ 5 bão lốc dữ dội | 260 km/dặm (160 dặm/giờ)         | 915 hPa (27,02 inHg) |
| Source: Database of past tropical cyclone tracks (BOM)Bản mẫu:BoM TC Database |           |                         |                                  |                      |

## Tây Nam Thái Bình Dương
Tổng cộng có 16 cơn lốc được liệt kê dưới mức đạt / vượt cường độ đó, hầu hết chúng xảy ra trong các mùa El Niño.  Các xoáy thuận nhiệt đới đã được ghi nhận kể từ khi bắt đầu mùa xoáy thuận nhiệt đới năm 1969–70 và đạt cường độ cực đại ở phía tây kinh tuyến 160E được đưa vào danh sách.  Cơn bão nhiệt đới dữ dội nhất ở Tây Nam Thái Bình Dương, Bão Winston của năm 2016, cũng là cơn bão dữ dội nhất ở Nam Bán cầu.
Bão có cường độ từ 920 hPa (27,17 inHg) trở xuống được liệt kê.
| Bão       | Mùa bão | Phân loại đỉnh          | Sức gió tối đa (duy trì 10 phút) | Áp suất              |
| --------- | ------- | ----------------------- | -------------------------------- | -------------------- |
| Oscar     | 1982–83 | Cấp độ 4 bão lốc dữ dội | 185 km/giờ (125 dặm/giờ)         | 920 hPa (27,17 inHg) |
| Hina      | 1984–85 | Cấp độ 5 bão lốc dữ dội | 220 km/giờ (135 dặm/giờ)         | 910 hPa (26,87 inHg) |
| Fran      | 1991–92 | Cấp độ 5 bão lốc dữ dội | 205 km/giờ (125 dặm/giờ)         | 920 hPa (27,17 inHg) |
| Ron       | 1997–98 | Cấp độ 5 bão lốc dữ dội | 230 km/giờ (145 dặm/giờ)         | 900 hPa (26,58 inHg) |
| Susan     | 1997–98 | Cấp độ 5 bão lốc dữ dội | 230 km/giờ (145 dặm/giờ)         | 900 hPa (26,58 inHg) |
| Beni      | 2002–03 | Cấp độ 5 bão lốc dữ dội | 205 km/giờ (125 dặm/giờ)         | 920 hPa (27,17 inHg) |
| Dovi      | 2002–03 | Cấp độ 5 bão lốc dữ dội | 205 km/giờ (125 dặm/giờ)         | 920 hPa (27,17 inHg) |
| Erica     | 2002–03 | Cấp độ 5 bão lốc dữ dội | 215 km/giờ (130 dặm/giờ)         | 915 hPa (27,02 inHg) |
| Zoe       | 2002–03 | Cấp độ 5 bão lốc dữ dội | 240 km/giờ (150 dặm/giờ)         | 890 hPa (26,28 inHg) |
| Heta      | 2003–04 | Cấp độ 5 bão lốc dữ dội | 215 km/giờ (130 dặm/giờ)         | 915 hPa (27,02 inHg) |
| Meena     | 2004–05 | Cấp độ 5 bão lốc dữ dội | 215 km/giờ (130 dặm/giờ)         | 915 hPa (27,02 inHg) |
| Olaf      | 2004–05 | Cấp độ 5 bão lốc dữ dội | 230 km/giờ (145 dặm/giờ)         | 915 hPa (27,02 inHg) |
| Percy     | 2004–05 | Cấp độ 5 bão lốc dữ dội | 230 km/giờ (145 dặm/giờ)         | 900 hPa (26,58 inHg) |
| Ului      | 2009–10 | Cấp độ 5 bão lốc dữ dội | 215 km/giờ (130 dặm/giờ)         | 915 hPa (27,02 inHg) |
| Pam       | 2014–15 | Cấp độ 5 bão lốc dữ dội | 250 km/giờ (155 dặm/giờ)         | 896 hPa (26,46 inHg) |
| Winston   | 2015–16 | Cấp độ 5 bão lốc dữ dội | 280 km/giờ (155 dặm/giờ)         | 884 hPa (26,10 inHg) |
| Harold    | 2019–20 | Cấp độ 5 bão lốc dữ dội | 230 km/giờ (145 dặm/giờ)         | 920 hPa (27,17 inHg) |
| Yasa      | 2020–21 | Cấp độ 5 bão lốc dữ dội | 250 km/giờ (155 dặm/giờ)         | 899 hPa (26,55 inHg) |
| colspan=5 | Nguồn:  |                         |                                  |                      |

## Nam Đại Tây Dương
Cho đến gần đây, người ta vẫn chưa biết rằng xoáy thuận nhiệt đới có thể tồn tại ở nam Đại Tây Dương.  Tuy nhiên, cơn bão Catarina năm 2004, cho đến nay là cơn bão mạnh duy nhất ở Nam Đại Tây Dương, đã mang lại đánh giá bổ sung.  Một nghiên cứu tiếp theo cho thấy trung bình có 1-2 xoáy thuận nhiệt đới hoặc cận nhiệt đới mỗi năm ở Nam Đại Tây Dương trong những thập kỷ gần đây. Không có cơ sở dữ liệu chính thức nào về các xoáy thuận Nam Đại Tây Dương, nhưng một phần danh sách các hệ thống nhiệt đới và cận nhiệt đới đáng chú ý được liệt kê.
| Bão                             | Mùa bão | Phân loại đỉnh    | Sức gió tối đa (duy trì một phút) | Áp suất                |
| ------------------------------- | ------- | ----------------- | --------------------------------- | ---------------------- |
| Bão nhiệt đới năm 1991 ở Angola | 1991    | Bão nhiệt đới     | 65 km/giờ (40 dặm/giờ)            | Không rõ (Không rõ)    |
| Catarina                        | 2004    | Cấp 2 bão mạnh    | 155 km/giờ (100 dặm/giờ)          | 972 hPa (28.70 inHg)   |
| Anita                           | 2010    | Bão nhiệt đới     | 85 km/giờ (50 dặm/giờ)            | 995 hPa (29,38 inHg)   |
| Arani                           | 2011    | Bão cận nhiệt đới | 85 km/giờ (50 dặm/giờ)            | 989 hPa (29,21 inHg)   |
| Bapo                            | 2015    | Bão cận nhiệt đới | 65 km/giờ (40 dặm/giờ)            | 992 hPa (29,29 inHg)   |
| Cari                            | 2015    | Bão cận nhiệt đới | 65 km/giờ (40 dặm/giờ)            | 998 hPa (29,47 inHg)   |
| Deni                            | 2016    | Bão cận nhiệt đới | 75 km/giờ (40 dặm/giờ)            | 998 hPa (29.47 inHg)   |
| Eçaí                            | 2016    | Bão cận nhiệt đới | 100 km/giờ (40 dặm/giờ)           | 992 hPa (29.29 inHg)   |
| Guará                           | 2017    | Bão cận nhiệt đới | 75 km/giờ (40 dặm/giờ)            | 996 hPa (29.40 inHg)   |
| Iba                             | 2019    | Bão nhiệt đới     | 85 km/giờ (55 dặm/giờ)            | 1006 hPa (29.70 inHg)  |
| Jaguar                          | 2019    | Bão cận nhiệt đới | 65 km/giờ (40 dặm/giờ)            | 1010 hPa (29.83 inHg)  |
| Kurumí                          | 2020    | Bão cận nhiệt đới | 65 km/giờ (40 dặm/giờ)            | 998 hPa (29.47 inHg)   |
| Mani                            | 2020    | Bão cận nhiệt đới | 65 km/giờ (40 dặm/giờ)            | 1004 hPa (29.64 inHg)} |
| Nguồn:                          |         |                   |                                   |                        |

## Vùng khác
Ngoài ra còn có 2 khu vực hiếm có xoáy thuận nhiệt đới nữa đó là Địa Trung Hải và khu vực Đông Nam Thái Bình Dương (phía đông kinh tuyến 120°T đến vùng biển Chile và Peru). Thỉnh thoảng vẫn có xuất hiện một số hệ thống riêng lẻ nhưng chúng không được đặt số hiệu hay tên chính thức.